# Шаховка (Тамбовская область)
Ша́ховка — деревня в Знаменском районе Тамбовской области России. Входит в состав Сухотинского сельсовета.

## География
Деревня находится в центральной части региона, в лесостепной зоне, между автодорогой 68Н-013 и рекой Царёвка, в 3 км к северу от железнодорожной станции Кариан-Строганово.

### Климат
Климат характеризуется как умеренно континентальный, относительно сухой, с тёплым летом и холодной продолжительной зимой. Среднегодовое количество осадков составляет около 550 мм, из которых большая часть выпадает в тёплый период. Снежный покров устанавливается в середине декабря и держится в течение 138 дней.

## История
О деревне Шаховка впервые упоминается в 1762 году: «Шаховка при большой Астраханской дороге». Здесь в 88 домах жили 417 крепостных крестьян, которых генерал Иван Ларионович Воронцов переселил из Малороссии.
По документам ревизской сказки 1795 году в Шаховке проживали 228 крепостных крестьян, принадлежавших графу Артемию Ивановичу Воронцову. Уменьшение числа жителей в деревне можно объяснить массовой распродажей крестьян, а также их насильственными переселениями из родных мест Малороссии на Тамбовские земли и последующими побегами крестьян и их семей в свои родные края. Так было во многих местах, так же, видимо, было и в вотчине Воронцова.
В числе крепостных крестьян, живших в Шаховке в 1795 году, были Алексей Давыдов, Иван Муковед, Василий Кублицкий, Мирон Ткаченко, Семен Гусак, Иван Лебединский, Осип Минченко и другие.

## Население
| 2010 |
| ---- |
| 70   |

## Инфраструктура
Личное подсобное хозяйство.
Электрическая подстанция Котовская.

## Транспорт
Доступен автомобильным и железнодорожным транспортом. Железнодорожная платформа 31 км Мичуринского отделения Юго-Восточной железной дороги на линии Тамбов — Балашов.